# Чако
Чàко (на италиански: Ciacco) е литературен персонаж, споменат от Данте Алигиери в „Ад“ сред лакомите (Песен VI, стих. 34-75), а също и от Джовани Бокачо в новела от „Декамерон“. Фигурата му все още не е идентифицирана исторически.
„Вие, гражданите, ме нарекохте Чако“: така този герой се представя на Данте и Вергилий в Песен VI на „Ад“. „Чако“ е съществително, на което обикновено се приписва значението на „прасе“, но името просто трябва да се разбира като умалително от имената Якопо (Jacopo) и Джакомо (Giacomo). Не се знае кое от двете значения е имал предвид Данте, но е вероятно и двете тълкувания да са валидни.

## Чако в „Ад“ на Данте
Той се представя на пътниците по следния начин:
| „                            | Вие, граждани, ме нарекохте „Чако“: поради лакомията ми както виждаш, съм отслабен от дъжда. | “ |
| „Ад“ (Песен VI, стих. 52-54) |                                                                                              |   |

Той оставя място за множество тълкувания, като това на Франческо да Бути (Франческо ди Бартоло) от XIV – XV век – един от най-старите коментатори на „Божествена комедия“, който предполага пренебрежителния характер на това име: „„Чако“, казват някои, е име на прасе, така че той бе така наречен заради лакомията си" . В действителност използването на думата „Чако“ като синоним на „прасе“ не е документирано преди текста на Данте. От думите на Данте знаем само, че той е бил все още жив, когато Данте се е родил, така че можем да предположим, че той е герой от поколението, предхождащо това на поета. Като цяло не е е прието, защото е без правдоподобно потвърждение, идентифицирането му с поета Чако дел Ангуилара.
Неговият персонаж има някои гротескни черти, заради внезапната му поява, заради внезапното му мълчание („... и после нищо не каза...“; „Нищо повече няма да ти кажа и няма да ти отговарям“) и за това как гледа Данте – криви очите си в края на епизода: може би поради усилието да остане седнал, докато съдбата му го тласка обратно надолу, може би защото той отново е нападнат от скотството на своя кръг, след като е преживял тези няколко минути яснота, които му са предоставени, за да говори с Данте.

### Пророчество
Чако прави едно първо пророчество за политическите събития във Флоренция в стих. 58-75 (второто ще бъде на Брунето Латини в Песен XV, стих 68). Първоначално той отговаря много сухо на три от въпросите на Данте:
| „                     | Но кажи ми, ако знаеш, каква [съдба] ще срещнат / гражданите на разделения град; / дали някой от тях е праведен; и ми кажи причината / за толкова много раздор, който го е нападнал; | “ |
| Песен VI, стих. 59-63 | |   |

Те означават: 1. „До какво ще стигнат гражданите на разделения град Флоренция? 2. Има ли някой праведен? 3. Каква е причината за толкова много раздори?"
Чако отговаря подред:
| „           | И онзи на мен: „След дълъг спор / ще стигнат до кръв и селската партия [Белите гвелфи] / ще прогони другата с големи щети. / Тогава съдбата е тя [Белите] да падне/ до три години, а другата [Черните] да надделее / с помощта на онзи, който балансира между двете. / Черните ще останат на власт дълго / време, потискайки Белите с тежки присъди/ въпреки техните оплаквания. / Праведните [флорентинци] са двама и никой не ги слуша; / Гордостта, завистта и алчността са / трите искри, запалили сърцата“. | “ |
| стих. 64-75 | |   |

1. „Ще стигнат до кръв“: имат се предвид битките между Белите и Черните гвелфи във Флоренция. На Майските календи (1-ви май) 1300 г., малко след въображаемата дата на пътуването на Данте (Великден 1300 г.), има битка между семействата Черки (Бели гвелфи) и Донати (Черни гвелфи), в която на Риковерино дей Черки му е отрязан носът. „И селската партия [Черки идват от провинцията] ще прогони другата с големи щети“: след разкриването на т. нар. конспирация на Санта Тринита дей Нери те са изгонени от града. „Тогава съдбата е тя [Белите] да падне/ до три години, а другата [Черните] да надделее /с помощта на човек, който балансира между двете“: през 1302 г. Черните отмъщават благодарение на намесата на Шарл Валоа, изпратен от папа Бонифаций VIII, папата („онзи, който балансира между двете“), който през 1300 г. все още се колебае, без да взема страна (това е първото споменаване на папата в „Божествена комедия“, който е враг на Данте). Тази фракция ще запази хегемонията и ще смаже другата, независимо колко плаче и се възмущава тя („въпреки техните оплаквания“). Caggia, sormonti и piaggia (вж. ориг. текст, стих. 67-69ː Inferno, Canto VI) са три термина, които показват вдигането и падането на страните на една теглилка.
2. „Праведните [флорентинци] са двама и никой не ги слуша“: не е ясно дали това се отнася за двама реални човека или това е просто начин да се каже, че са много малко. Забелязва се ехо от пасаж от Tresor на Брунето Латини и от епизод от Битие, където Авраам, опитвайки се да спаси покварен град от унищожение, сключва договор с Бог, търсейки най-малко петдесет праведни мъже; в крайна сметка, въпреки отстъпката до десет, той не може да намери никого освен Лот и дъщерите му.
3. „ Гордостта, завистта и алчността са трите искри, запалили сърцата“: обвинение, което Данте също кара Брунето Латини да повтори.

След тези думи Чако отново млъква и Данте е този, който трябва да му отправи друга молба: „Каква е съдбата на група знаменити флорентинци от миналото поколение, „които използваха своя гений, за да правят добро““? („Ад“ , песен VI, стих 81). Това са Фарината дели Уберти, Аригo, който повече не се споменава в „Божествена комедия“, Моска дей Ламберти, Тегиайо Алдобранди, Якопо Рустикучи. Чако казва, че те са сред най-черните души и че се намират в долните кръгове на Ада. Тук настъпва друг етап от процеса на преобразуване на поета: след като е видял, че и последиците от любовната поезия, към която се е придържал в младостта си, могат да доведат до проклятие, с епизода с Паоло и Франческа, поетът сега открива, че и политическите ценността в живота не гарантира божието спасение.
Фактът, че Чако не споменава изгнанието на Данте, кара някои (по-специално Бокачо) да мислят, че тези първи песни на „Ад“ са били написани около 1301 г., тоест преди поетът да научи за осъждането си. В действителност тези интуиции се основават на много бледи улики (самият Чако споменава събития от 1302 г. и казва как хегемонията на Черните гвелфи ще бъде дълга) и днес сме склонни да мислим, че поетът просто е искал постепенно да развие политическата тема и тази на пророчества, оставяйки за по-късно пророчеството за неговото изгнание, произнесено от Фарината дели Уберти в Песен X.

## Чако у Бокачо
Бокачо също споменава Чако в Esposizioni, говорейки за неговия характер:
| „                        | Той не беше изцяло човек на двора; но тъй като нямаше много за харчене и беше, както самият той казва, напълно отдаден на порока на лакомията, той беше лаком и навиците му винаги бяха с благородниците и богаташите, и особено с онези, които се хранеха великолепно и деликатно, при които ходеше да яде, ако го повикаха, и също така, ако не беше поканен, сам се самопоканваше, и заради този порок бе много известен на всички флорентинци. Без това, освен това той бе учтив човек, според състоянието си, и красноречив, приветлив и с добро чувство; за които неща беше най-охотно приет от всекиго. | “ |
| (Изложения, VI litt. 25) | |   |

Бокачо го прави главен герой на осмата новела от деветия ден на „Декамерон“, описвайки го като „човек, повече лаком, отколкото всеки друг... от друга страна, много добре възпитан и пълен с красиви и приятни думи“, потвърждавайки това свое мнение в своите Esposizioni sopra la Commedia, без обаче никога да разкрие истинското име на този герой. Трудно е да се каже дали Бокачо е черпил от надеждни източници, но това име никога не е срещано преди Данте в литературата. И в разказите на Бокачо не е възможно да се разбере дали името „Чако“ е имало за цел да посочи унизителното значение на „прасе“ или съкращението на имената Якопо и Джакомо.